# ۲۳ ربیع‌الثانی
۲۳ ربیع‌الثانی، بیست و سومین روز از ماه ربیع‌الثانی در تقویم هجری قمری است.
در تقویم هجری قمری قراردادی این روز صد و دوازدهمین روز سال است.